# Byagwat, Manvi
Byagwat là một làng thuộc tehsil Manvi, huyện Raichur, bang Karnataka, Ấn Độ.